# 月刊現代
『月刊現代』（げっかんげんだい）は、講談社が発行していた男性向けの月刊誌である。旧誌名は『現代』。毎月1日発売。
なお、戦前（1920年～1946年）に、大日本雄弁会講談社（旧社名）で発行されていた雑誌『現代』とは別の雑誌である。最終号は2008年12月1日発売の2009年1月号で、実質は季刊だった『G2』に引き継がれた。

## 概要
1966年12月5日、週刊誌『週刊現代』の兄弟誌として『現代』1967年1月号が発売された。『少年マガジン』創刊編集長で『週刊現代』を軌道に乗せた牧野武朗編集長によって創刊された。
2002年1月号から誌名を『月刊現代』と改めた。『週刊現代』『小説現代』とともに「現代トリオ」として刊行されていた。
創刊当初は総合月刊誌として、男性サラリーマンの生活に密着した政治、経済、社会、メディア、スポーツ、健康、教育、夫婦関係など幅広い分野を扱う。
1967年から1968年にはマーシャル・マクルーハンを集中的に取り上げ、1970年代から1980年代半ばにかけては田中角栄の記事を繰り返し掲載した。1976年8月号からは堺屋太一の近未来小説『団塊の世代』が連載され、団塊の世代という造語が定着することになった。
自民党や経団連に対して批判的であり、近年の憲法改正や集団的自衛権問題に関しても慎重な意見を出している。
講談社ノンフィクション賞の発表誌でもある。立花隆、児玉隆也、本田靖春、鈴木明、千田夏光などニュー・ジャーナリズムの旗手が集まった他にも、柳田邦男、保阪正康、佐野眞一、吉岡忍、溝口敦、野村進、髙山文彦などノンフィクション作家の活躍の場になっていた。
ジャーナリスティックな雑誌であることも特徴。
1969年に最盛期を迎えて発行部数は36万部を数えたが、2007年8月時点で年間平均部数が8万5千部と部数が低迷したことにより2009年1月号で休刊した。読者が高齢化していったためとも言われる。
2009年5月16日、「月刊現代の精神を引き継いだ」佐藤優責任編集のムック『現代プレミア』の刊行と現代プレミアブログがスタートした。
2009年秋には後継媒体として『G2』が創刊された（前述の『現代プレミア』とは別立て）。

## 主な連載
音羽人事観測所
著名人の人事短信を掲載するコーナー。他のライバル月刊誌と同様、官僚の人事情報も扱うだけでなく経済界、芸能人、スポーツ選手などジャンルを問わない。
早耳・空耳・地獄耳
毎月の様々な事象を執筆者の視点を交えながら紹介。特に女子アナの人物情報や担当番組情報に関しては兄弟関係の『週刊現代』よりかなり早い段階で記事化しており、『週刊現代』が後追いすることも多い。
絶景鉄道の旅
全国各地の鉄道を美しい写真で紹介。旅情をかき立てる内容となっている。
in Focus
カラーグラビアで旬の人を紹介。
メジャー通!
元メジャーリーガー・長谷川滋利による野球事情紹介。

## 話題となった記事
- 「巨大メディアは何を誤ったか〜NHK vs.朝日新聞「番組改変」論争・「政治介入」の決定的証拠」（2005年9月号）[5]

女性国際戦犯法廷に関するNHK番組改変問題とその後に起きた朝日新聞とNHKの論争に関して、魚住昭が『朝日新聞』の内部から流出したという取材資料を基に記事化。安倍晋三、中川昭一の圧力に応じる形で番組を改編したという松尾武放送総局長らNHK幹部たちのものとして証言が紹介され、隠し撮りや情報流出、録音テープの実在性や信憑性をめぐって論争となった。
この問題に関してはVAWW-NETジャパン側が、NHK、NHKエンタープライズ21、ドキュメンタリージャパンの三者を訴えたことにより裁判が行われ、2007年1月、東京高裁判決で「NHKが政治家の言葉を忖度して改変した」とされ、三者に損害賠償命令が出された。ただし、判決では政治家の圧力に関しては否定した。2008年6月、最高裁は判決で高裁判決を破棄し、VAWW-NETジャパン側の期待権が否定されたほか、高裁と同じく政治家の圧力が否定されたことにより訴えは全面的に退けられ、逆転でVAWW-NETジャパン側の敗訴が確定した。
- 「平成の政商・宮内義彦」（2006年8月号-）[8]

「オリックスの宮内義彦会長が政府の規制改革・民間開放推進会議議長という立場を利用して自身の業務拡大を行い、また村上ファンドとも密接な関係である」とする内容の記事を連載としてシリーズ記事化。宮内は名誉毀損として、講談社と著者に2億2000万円にのぼる訴訟を起こした。

## 表紙
- 横須賀功光
- 秋山庄太郎
- 篠山紀信
- 平山郁夫
- 池田満寿夫
- 山形博導
- 唐仁原教久
- 奥田元宋
- 伊波よう子

## 主な執筆者
- 魚住昭
- 町田徹
- 佐野眞一
- 野村進
- 青木理
- 斎藤貴男
- 立花隆
- 立石泰則
- 二宮清純
- 南伸坊
- 長谷川滋利
- 山藤章二
- 永六輔